# 全日本実業団自転車競技連盟
一般社団法人全日本実業団自転車競技連盟（ぜんにほんじつぎょうだんじてんしゃきょうぎれんめい、英語: Japan Bicyclist Club Federation、略称：JBCF）は、日本自転車競技連盟構成団体のひとつ。

## 概要
任意団体として1967年3月23日に創立したのち、法人格を取得し2011年1月1日に一般社団法人化している。

## 沿革
- 2025年 - 2月18日、安原昌弘が理事長を辞任[4]。

## 主催大会
- JBCF全日本トラックチャンピオンシップ
- Jプロツアー
- Jエリートツアー
- Jフェミニンツアー
- Jユースツアー